# 克萊德·西伊
小克萊德·麥克尼爾·西伊（英語：Clyde McNeill See, Jr.；1941年10月20日—2017年4月6日），是美國的民主黨政治人物，前西弗吉尼亞州眾議院議員與議長。

## 生平
西伊生於西維吉尼亞州哈地縣，是老克萊德·麥克尼爾·西伊（Clyde McNeill See, Sr.）和米妮·愛麗絲·（克萊茨）·西伊（Minnie Alice (Crites) See）的兒子，16歲時加入美国陆军服役，到退役獲得普通教育發展證書。之後，西伊入讀西維吉尼亞州立大學取得學士學位，又在大學的法學院獲得法律學位。畢業後，他移居到舊菲爾德開展律師業務。
1974年到1985年，他循民主黨黨籍當選為西弗吉尼亞州眾議院選區議員，亦自1979年起眾議院議長。其後西伊曾在1984年和1988年兩度參選西弗吉尼亚州州长：1984年成功得民主黨黨內提名，但在大選敗選；1988年則未獲黨內提名。
2017年4月6日，西伊在莫雷菲爾德因癌症逝世。